# 자본집약도
자본집약도(資本集約度, 영어: capital intensity)는 생산에 투입된 자본·노동 비율 K/L이 자본집약도이며 노동 1단위당에 장비된 자본량을 나타내는 것으로서 노동의 자본장비율이라고도 한다. 이 자본은 원자재 등 유동자본을 포함하는 경우도 있으나 흔히 고정자본을 가리키는 것으로 해석된다. 기술진보, 기계화의 진전과 함께 노동자 1인당의 고정자본량은 증대하고 따라서 자본집약도는 높아진다. 가령 산출량 O가 노동량 L과 자본량 K와의 증가함수라고 한다면 노동의 생산성 O/L은 자본집약도 K/L의 증가함수이며 따라서 자본집약도가 높아짐에 따라 노동의 생산성도 높아짐을 알 수 있다.

## 같이 보기
- 노동집약도(영어판)